# تشارلز رايت (روائي)
تشارلز رايت (بالإنجليزية: Charles Wright)‏ (4 يونيو 1932 في الولايات المتحدة - 1 أكتوبر 2008، مانهاتن في الولايات المتحدة)؛ كاتب وروائي أمريكي.